# 高甸子满族乡
高甸子满族乡是中华人民共和国辽宁省葫芦岛市绥中县下辖的一个民族乡。

## 行政区划
高甸子满族乡下辖以下村级行政区划单位：
高甸子村、大獐子沟村、袁家屯村、朱仙屯村、冯家村、狼洞子村、赵屯村、刘把屯村和顺山堡村。